# Gymnelia vesparia
Gymnelia vesparia là một loài bướm đêm thuộc phân họ Arctiinae, họ Erebidae.